# Parnássio (advogado)
Parnássio (em latim: Parnassius) foi um advogado bizantino do começo ou meados século V. Nada se sabe sobre sua carreira, exceto que teria sido destinatário duma das epístolas do monge Nilo do Sinai.